# 法律缺位
法律缺位即就相关问题的处理没有具体的法律依据。其主要指成文法中无明确法律规则或原则对特定事件加以规制，而主要根据人的主观意识对该事件给予处理。